# Kritika redakce
Kritika redakce (z řec. kritiké [techne] „být schopen rozlišování“, lat. redactio „přepracování [textu]“) je součástí historicko-kritické metody biblické exegeze. Kritika redakce se ptá na literární a teologický záměr autora, popř. redaktora biblických textů při spojování jednotlivých prvků tradice do většího celku.
Kritika redakce přitom používá následujících prostředků:
- porovnávání paralelních textů – ať už s texty na jiných místech v Bibli samotné (např. synoptická evangelia), či s mimobiblickými texty (např. mezopotámské mýty).
- slovní statistika – zkoumání autorova slovníku, odlišný slovník v některých pasážích ukazuje na odlišný původ dané pasáže
- zkoumání pořadí jednotlivých epizod příběhu (např. pokoušení Krista ďáblem má v Matoušově evangeliu pořadí kamení – Chrám – hora[2], zatímco v Lukášově evangeliu pořadí kamení – hora – Chrám[3])

Pojem dějiny redakce (něm. Redaktionsgeschichte) byl přinesen Willi Marxsenem v jeho habilitační práci (1956) Der Evangelist Markus (Evangelista Marek).